# Chasseneuil-sur-Bonnieure
Chasseneuil-sur-Bonnieure – miejscowość i gmina we Francji, w regionie Nowa Akwitania, w departamencie Charente.
Według danych na rok 1990 gminę zamieszkiwało 2791 osób, a gęstość zaludnienia wynosiła 84 osób/km² (wśród 1467 gmin regionu Poitou-Charentes Chasseneuil-sur-Bonnieure plasuje się na 84. miejscu pod względem liczby ludności, natomiast pod względem powierzchni na miejscu 131.).